# Розов, Валерий Михайлович
Вале́рий Миха́йлович Розо́в (род. 15 декабря 1943, Алма-Ата) — советский и российский военачальник, генерал-майор в отставке, бывший заместитель командующего Тихоокеанским пограничным округом — советник министра иностранных дел Российской Федерации. После ухода в отставку — помощник губернатора Приморского края, председатель Думы города Владивостока, Уполномоченный по правам человека в Приморском крае.

## Биография
Валерий Михайлович Розов родился 15 декабря 1943 года в столице Казахской ССР Алма-Ате, в семье офицера-пограничника и преподавательницы пограничного училища.
В 1962 году, по окончании школы, Валерий Михайлович поступил в Высшее пограничное командное Краснознаменное училище КГБ СССР, которое окончил в 1966 году.
Впоследствии также окончил Киевский университет по специальности «Основы государственного строительства и права» (с 1972 по 1974 гг.) и Военно-политическую академию имени В. И. Ленина (с 1974 по 1978 гг.).
После окончания училища в 1966 году, и вплоть до 1996 года, служил в пограничных войсках КГБ СССР и ФПС Российской Федерации.
Прошёл воинские должности от заместителя начальника пограничной заставы до заместителя командующего — советника министра иностранных дел Российской Федерации.
Хронология службы:
- С 1966 по 1967 годы — заместитель начальника пограничной заставы;
- С 1967 по 1969 годы — помощник начальника политотдела по комсомольской работе;
- С 1969 по 1977 годы — помощник начальника политотдела Западного пограничного округа;
- С 1977 по 1982 годы — начальник политотдела Крымского пограничного отряда;
- С 1982 по 1984 годы — заместитель начальника политотдела Забайкальского пограничного округа;
- С 1984 по 1987 годы — заместитель начальника политотдела Среднеазиатского пограничного округа, участие в боевых действиях в Республике Афганистан;
- С 1987 по 1993 годы — заместитель командующего Забайкальского и Тихоокеанского пограничных округов;
- С 1993 по 1996 годы — советник Министерства иностранных дел Российской Федерации.

Работал экспертом департамента международно-правового оформления государственной границы Российской Федерации. С 1992 года в составе специальной группы по демаркации российско-китайской границы. Одновременно являлся заместителем командующего Тихоокеанским пограничным округом. Занимал должность эксперта департамента международно-правового оформления границы РФ.
В отставку вышел в 1996 году в звании генерал-майора.
После выхода в отставку, с 1999 по 2002 годы избирался депутатом Законодательного Собрания Приморского края. Являлся Председателем комитета по региональной политике и законности.
С 2002 по 2008 год — работал в администрации Приморского края в качестве помощника губернатора Приморского края. В 2004 году Владимир Владимирович Путин в числе трёх приморцев назвал Розова доверенным лицом на выборах Президента Российской Федерации.
С 2008 по 2012 год — являлся депутатом, Председателем Думы города Владивостока.
Будучи руководителем Думы Валерий Михайлович много сделал для присвоения городу Почётного звания «Город воинской славы». Эта работа была оценена медалью «За вклад в развитие самоуправления».
26 февраля 2014 года Валерий Михайлович Розов на заседании Законодательного Собрания Приморского края был назначен на должность Уполномоченного по правам человека в Приморском крае.
Как Уполномоченный Розов ведёт работу с депутатами Законодательного Собрания, в том числе реализуя право законодательной инициативы, активно участвует в деятельности Координационного Совета российских уполномоченных по правам человека и Координационного Совета уполномоченных по правам человека в Дальневосточном федеральном округе, постоянно взаимодействует со всеми структурами аппарата Уполномоченного по правам человека в Российской Федерации.
Распоряжением врио Губернатора Приморского края от 9 октября 2018 года № 224 за значительный личный вклад в социально-экономическое развитие Приморского края, многолетнюю добросовестную работу и активную общественную деятельность Валерий Михайлович был награждён Почётным знаком Приморского края «Почётный гражданин Приморского края».

### Семья
Валерий Михайлович Розов женат, имеет двух дочерей.

## Награды

#### Награды СССР и Российской Федерации
- Орден Красной Звезды;
- Орден «За службу Родине в Вооружённых Силах СССР» III степени;
- Медаль «За воинскую доблесть. В ознаменование 100-летия со дня рождения Владимира Ильича Ленина»;
- Медаль «За отличие в охране государственной границы СССР»;
- Юбилейная медаль «300 лет Российскому флоту»;
- Юбилейная медаль «Двадцать лет Победы в Великой Отечественной войне 1941—1945 гг.»;
- Медаль «Ветеран Вооружённых Сил СССР»;
- Медаль «За укрепление боевого содружества» (СССР);
- Юбилейная медаль «50 лет Вооружённых Сил СССР»;
- Юбилейная медаль «60 лет Вооружённых Сил СССР»;
- Юбилейная медаль «70 лет Вооружённых Сил СССР»;
- Медаль «В память 1500-летия Киева»;
- Медаль «За безупречную службу» I, II и III степени;
- Медаль «За отличие в службе» (ФСЖВ);
- Нагрудный знак «Воину-интернационалисту».

#### Награды иностранных государств
- Орден «Звезда» (Афганистан);
- Орден «Возрождение» (Афганистан);
- Медаль «За хорошую охрану границ» (Афганистан);
- Медаль «10 лет Саурской революции» (Афганистан);
- Медаль «Воину-интернационалисту от благодарного афганского народа» (Афганистан).

#### Региональные и общественные награды
- Почётный знак «Почётный гражданин Приморского края»[5];
- Медаль «За вклад в развитие самоуправления» (Владивосток);
- общественные медали и знаки.